# Orimarga bahiana
Orimarga bahiana är en tvåvingeart som beskrevs av Alexander 1930. Orimarga bahiana ingår i släktet Orimarga och familjen småharkrankar. Inga underarter finns listade i Catalogue of Life.